# Застава на Якорном поле
«Застава на Якорном поле» — повесть Владислава Крапивина, третья в цикле «В глубине Великого Кристалла». Написана в 1988 году и напечатана в 1989—1990 годах в журнале «Пионер» с рисунками Е. Медведева, а в 1992 году вошла в одноимённый сборник, изданный в Екатеринбурге («Средне-Уральское книжное издательство») с иллюстрациями Е. Стерлиговой. Впоследствии неоднократно переиздавалась, а в 2005 году была опубликована во Франции. Действие происходит в мире будущего, в огромном процветающем мегаполисе. Мальчик Матвей Юлиус Радомир, по прозвищу Ёжики, обладающий сверхспособностями, привлекает внимание организации, представители которой хотят использовать необычных детей для достижения «всеобщего блага». Ёжики разлучают с мамой — для мальчика, как и для других таких детей, дело обставляется так, что она погибла — и изолируют в лицее-интернате. Ёжики, обладающий способностью генерировать защитное силовое поле, срывает преступные планы «благодетелей человечества» и в конце концов воссоединяется с мамой. Произведение сочетает утопические и антиутопические мотивы и содержательно связано с предыдущей частью цикла о Великом Кристалле, «Гуси-гуси, га-га-га…». Повесть затрагивает традиционную для творчества Крапивина проблему сиротства; произведение сочетает в себе психологическую повесть, фантастику и фольклорные мотивы. Повесть считали близкой по структуре к волшебной сказке, рассматривали как полемику с теорией воспитания в Мире Полудня братьев Стругацких, а также исследовали в контексте проблематики «слезинки ребёнка» Достоевского.

## Создание и публикации
Писатель утверждал, что повесть выросла из ночного кошмара о проросших через землю якорях, а также из брелка для ключей, который Крапивину прислала переводчица его книг из Японии. Небольшой брелок имел форму якоря, чьё основание было похоже на лодку; в нём с одной стороны виден как бы сидящий в корме мальчик с жёлтой кепкой на голове, а с другой стороны, за основанием, выполняющим роль мачты, скрывается девочка. Повесть была написана в 1988 году и опубликована в 1989—1990 годах в журнале «Пионер» с иллюстрациями Е. Медведева. В 1992 году повесть вошла в одноимённый сборник, изданный в Екатеринбурге («Средне-Уральское книжное издательство»; иллюстрации Е. Стерлиговой), куда вошли ещё две повести из цикла о Кристалле. Впоследствии неоднократно переиздавалась, а в 2005 году была опубликована во Франции.

## Сюжет
Действие происходит в мире будущего, в огромном процветающем мегаполисе на Полуострове. С точки зрения внутренней хронологии цикла о Великом Кристалле со времени событий предыдущей части, повести «Гуси-гуси, га-га-га…», прошло несколько лет или десятилетий; больше нет «машинной» системы и системы индексов.
Мальчик-сирота Матвей Юлиус Радомир, по прозвищу Ёжики, учится в шестом классе лицея-интерната и ездит на поезде по Большому Кольцу, чтобы слышать мамин голос, объявляющий станции. Мама погибла год назад в аварии на аэротакси, отец давно умер. Мальчик едет в пустом вагоне, и неожиданно голос объявляет станцию «Якорное поле». Ёжики оказывается в необычном месте, на пустыре со множеством якорей. Он встречает двух мальчиков, Рэма и Филиппа, и девочку Лис, представляясь Юлиусом или Юлешом, и играет с ними в шары. Дети говорят, что здесь застава, и спрашивают, не пограничник ли он. Филипп дарит Ёжики маленький чёрный якорёк. По возвращении оказывается, что такой станции нет; Кантор, ректор лицея, объясняет, что дело в нервах, переутомлении и в высоком «индексе воображения». Ёжики вспоминает, как после смерти мамы никого не пускал в дом, включив силовое поле. Кантор сумел пройти сквозь барьер и использовал против мальчика парализатор. Ёжики отправили в Особый суперлицей Командорской общины, его переезд к тёте затягивался из-за бюрократии. Ректор Кантор обладает умом, «терпелив и добр», он никогда не повышает голос и уделяет время каждому лицеисту; его лицей входит в число лучших на Полуострове.
Ёжики осматривает доктор Клан, говоря про «сон наяву» и переходный возраст. Мальчик уверен, что Кантор, который следит за ним и его состоянием, врёт. Чёрный якорёк пропал, но вскоре выясняется, что его нашёл мальчик по имени Гусёнок. Ёжики оставляет ему якорёк в качестве талисмана — йхоло — и получает монетку, похожую на ту, которую он когда-то нашёл и потерял, с изображением мальчика-Хранителя из легенд и надписью «Лехтенстаарн». Ёжики без сопротивления отдал монетку хулиганам, «садовым троликам», и не смог её вернуть, хотя прошёл «испытание иттов», пролежав привязанным к горячей трубе в «садовом бункере» (убежище троликов). Взамен Ёжики получил небольшой разумный кристалл по имени Яшка, осколок «из биомассы искусственных нейронов». Кристалл обладал огромными знаниями, хотя иногда нёс околесицу. Благодаря новой монетке Яшка вспоминает, что его вырастила мадам Валентина из Реттерхальма в качестве модели всего Мироздания; Вселенная — кристалл из множества граней. Яшка откололся от корня и потерялся, ушёл «за Грань». Он считает Ёжики койво — ребёнком со сверхспособностями. По просьбе Яшки Ёжики подключает его к кабелю Информатория — всеобщей сети — и спрашивает у дежурного учителя про теорию кристаллической вселенной, о чём сразу узнаёт Кантор. Ёжики отправляется на кольцевую линию и снова попадает на Якорное поле, где уже вечер и никого нет, хотя в лицее был полдень. Он чувствует зов Дороги — о ней говорили дети. Мальчик пытается подняться на башню кронверка, но, пройдя через длинный коридор, оказывается в пустой комнате без окон; мамин голос говорит по старому телефону, куда надо бежать, «пока светит луна». Однако мальчик попадает в комнату с Кантором и доктором Кланом и в полусне слышит их спор о Всеобщей Гармонии Мира: для её достижения нужны дети с необычными способностями, которые развиваются, когда детей разлучают с родителями. Эти «экстрасенсы и гиганты телекинеза» смогут «шагать через грани» и станут «вершителями судеб мира». Доктор Клан сомневается в праве навязывать Всеобщую Гармонию и приравнивает отлучение детей от родителей к убийству.
Мальчика держат арестантом в лицейской клинике и погружают в сон; доктора Клана нет, он, якобы, заболел. Кантор сообщает, что тётя получила опекунство, но предлагает поехать в специальную клинику. Ёжики догадывается, что Яшка успешно подал жалобу во Всемирный комитет охраны детства. Мальчику удаётся вернуть Яшку, переписавшего в себя весь Информаторий. Яшка показывает свою трёхмерную проекцию в виде мальчишки и рассказывает, что в нём есть звёздное вещество и что он может стать звездой; ему нужно помочь, «толкнуть» в полёт. Яшка советует Ёжики пробиться к маме самому, с третьего раза, как в сказке. С помощью доски Ёжики подбрасывает Яшку и силой мысли подталкивает уходящую вверх белую искру. Готовясь к третьей попытке, Ёжики встречает Гусёнка, строящего домик в траве для маленького якоря, так как «он… живой». Во время резкого разговора с ректором Ёжики обвиняет Кантора во лжи и обмане. Тот говорит, что хочет быть откровенным: нужно исправить «нынешнее общество» и установить «твердый порядок», где каждый «будет знать свою роль, свой смысл бытия». Спасти обречённое человечество могут только особенные дети, которые будут «владеть тайнами пространства и времени» и, возможно, бессмертия. Когда мальчик это поймёт, они станут союзниками. Ёжики — находка для лицея; он сам генерировал силовое поле. Ёжики требует вернуть маму и утверждает, что его к ней не пустили. Кантор злится и говорит о розгах, но затем предлагает проехаться по Кольцу, чтобы убедиться, что Якорного поля нет. В качестве беспристрастного свидетеля их сопровождает воспитатель Янц. Станции объявляет чужой голос, и Ёжики уверен, что это подстроили. Он хочет ехать один, Кантор остаётся на другой станции, а Янц должен встречать Ёжики. Мальчик теряет надежду и веру в успех; ему даёт силы монетка, на которой он видел надпись «шагай через границу смело». Вернувшись к Янцу, он спрыгивает с платформы и бежит навстречу поезду, сжимая монетку в кулаке. На месте происшествия ничего не находят, а автоматика остановки поезда не сработала, как будто человека не было. Кантор сожалеет, что мальчишка «всё-таки пробился».
Ёжики оказывается в незнакомом месте на поле среди зеленой травы, вспоминая туннель и слепящий свет; монетка исчезла. Он встречает мальчика, брата Рэма, который знает его прозвище и говорит: «она ждет. Извелась вся». Ёжики бежит к дому и внезапно видит «мгновенно и безжалостно» вспыхнувшие «огни летящего поезда». В отчаянии он думает, что это место лишь предсмертное видение, но удара не происходит. Ёжики стоит, «измученный и счастливый», в траве стрекочет кузнечик.

## Анализ и оценки

### Рецензии и отзывы критиков
Литературный критик И. Васюченко, оценивая повесть вместе с первой повестью из цикла о Великом Кристалле «Выстрел с монитора», отметила «торопливость» автора, что объясняется попыткой писать на злобу дня, несмотря на талант и самобытность Крапивина. Критик обратила внимание на самоповторы — главный герой и Галиен Тукк (герой «Выстрела с монитора») практически неотличимы, оба «чрезвычайно чувствительные и беззаветно отважные» подростки, наделённые романтическим мировосприятием. Обе повести, по мнению критика, характеризуются «красочностью, эмоциональной приподнятостью»; Васюченко полагала, что переход автора от неявно присутствующей в его произведениях темы «природной избранности героя» к открытому изображению сверхчеловеческих способностей негативно сказался на художественных достоинствах. Критик находила в повести (как и в «Выстреле с монитора») излишнее количество «возвышенных переживаний и многозначительности, приключений и риторики, фантастики и жалостливости…».
Литературный критик Р. Арбитман, крайне негативно оценивая многочисленные повторы и чёрно-белый схематизм писателя, отмечал, что его переход от жанра школьных повестей с его «„пионерской“ экзальтацией» к «параллельным мирам» позволил абсолютизировать культ детства и наделить детей любыми способностями. Согласно Арбитману, подлым взрослым («учёный-злодей» Кантор), чтобы досадить детям, приходится постоянно выдумывать различные хитрости: в повести героя для целей научных исследований делают бездомным сиротой, «травят, преследуют, как зверя на охоте». Арбитман отмечал, что ребёнок отвечает на «удар по правой щеке» и готов на серьёзный ответ; он «возьмёт своё и расплатится за всё», учитывая и то, что противник представляет собой комфортную грушу для битья и не обладает фантастическими способностями. Критик цитировал «деловитые» рассуждения героя, который воспринимал ситуацию как войну и размышлял, что ему необходима «сдержанность… как маскировочный костюм [нужен] десантнику…». Как писал Арбитман, «подлые и корыстные» тролики, работающие на Кантора, представляли собой редкий пример «плохих» детей, чьи негативные качества связаны исключительно с тлетворным влиянием взрослых.

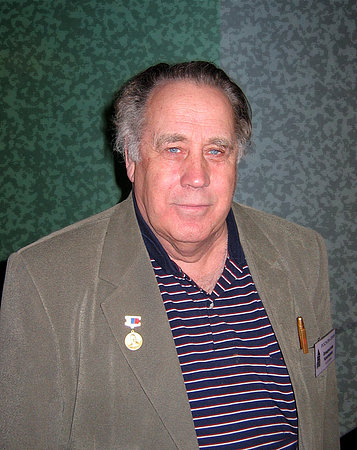
Владислав Крапивин в 2006 году

Критик Д. Байкалов считал центральной в повести идею, что от чувства одиночества в большом городе мальчика-сироту не могут спасти ни благополучное общество, ни сверхспособности. Байкалов отметил, что объяснение счастливой концовки помещено автором в следующую часть цикла. Критик М. Борисов, отмечая, что произведения из цикла о Великом Кристалле всегда подразумевают две трактовки, писал, что в повести сохраняется неопределённость, в ней одинаково возможны два варианта концовки: вполне вероятным исходом видится «страшный финал», романтическим иносказанием которого является перемещение героя в другой мир. Е. Великанова отмечала затронутые в повести вопросы «неполной семьи, сиротства, беспризорного детства». Филолог А. Левина считала, что в повести реализуется идея, которая мимоходом возникает у героя  повести «Гуси-гуси, га-га-га…», когда он размышляет, что делать с детьми со сверхспособностями. Хотя Командоры обеспечивают таким детям «комфортные условия» для развития их талантов, жизнь «без семьи и без любви» оказывается «настоящей тюрьмой». Образ Кантора практически неотличим от инквизитора; он характеризовался Левиной как «яркий, но по-книжному предсказуемый».

### Жанровые особенности
Повесть сочетает утопические и антиутопические мотивы и содержательно связана с предыдущей частью цикла о Великом Кристалле, «Гуси-гуси, га-га-га…», развивая её антиутопическую тему. Как отмечали комментаторы, «лже-командоры» в лице Кантора готовы пойти на всё ради того, что они считают «всеобщим благом». Когда о мальчике узнаёт представитель Командорской общины, Ёжики разлучают с мамой (для мальчика, как и для других таких детей, дело обставляется так, что она погибла), которая может расстроить планы «благодетелей человечества». Ребёнок изолируется и потому, что его «сверхспособности… активизируются в экстремальной ситуации». Ёжики, обладающий способностью генерировать защитное силовое поле, срывает преступные планы «лже-командоров»: он убеждается в том, что мама не погибла и в конце концов воссоединяется с ней.
Критик Д. Байкалов, рассматривая цикл о Великом Кристалле, считал повесть утопией, которая описывает «благоустроенное и гуманное общество». Литературовед Е. Великанова характеризовала произведение как психологическую повесть, в которой присутствуют научно-фантастические мотивы; драматические переживания героя разворачиваются в условиях мира будущего. Как и другие части цикла, повесть предваряется «научной» вставкой: «фрагментом стенограммы» заседания комиссии «по итогам квартальной деятельности спецгруппы „КРИСТАЛЛ-2“». По её мнению, фантастический элемент усиливается по ходу повествования, и в конечном счёте повесть становится сказкой «со счастливым концом». Повествование ведётся от третьего лица, что позволяет описать будущие события, о которых автор знает больше, чем Ёжики; иногда голоса повествователя и героя сливаются. По оценке Великановой, произведение отличают лиризм и психологизм в описании внутреннего мира «младшего подростка», показано его взросление, осознание им неизбежности смерти. Психологизм повести определяется верой героя в то, что его мать жива, его отчаянной решимостью и убеждённостью в том, что он не погибнет под поездом. По словам Великановой, нарисовать «убедительный психологический портрет» Ёжики автору помогают счастливые воспоминания героя о маме. По словам Е. Великановой, «Застава…» «зеркальна» по отношению к другой повести цикла, «Белый шарик Матроса Вильсона», в них перекликаются герои и события. Литературовед Т. Бобина отмечала движение Крапивина к соединению психологической повести, сказки, фэнтези и фантастики (в «Заставе…» и «Выстреле с монитора»), что усугубляло конфликт между подростком и взрослыми, их деспотичным миром несправедливости и догматики.

### Фольклорные мотивы
Е. Великанова проанализировала повесть с точки зрения «формулы сказки» В. Проппа, который исследовал структуру волшебной сказки и выявил ограниченное количество функций её героев. Так, знакомство с Ёжики происходит через его счастливые воспоминания о маме; такое начало соответствует тезису Проппа о благополучном начале сказки, в котором красочно описывается счастливая и спокойная семья. В дальнейшем неожиданно случается катастрофа, беда («отлучка» в терминах Проппа, в частности, гибель родителей): о том, что мать Ёжики умерла, читатель узнаёт не сразу, а в третьей главе. Другой характеристикой волшебной сказки является наличие запретов, которые наложены на героя повести; так, мама запрещает Ёжики лазить по «подвалам и катакомбам» и просит его сберечь найденную им монетку. Обе просьбы не выполняются: мальчик нарушает первый запрет и расстаётся с монеткой из-за трусости, испугавшись хулиганов. Как писала Великанова, ссылаясь на Проппа, подобно сказке, в повести несоблюдение запрета героем оборачивается катастрофой, настоящей бедой — смертью мамы. Исследователь отметила, что мальчик считает себя виновным, увязывая нарушение обещания маме с её гибелью.
С тех же позиций, анализируя структурные и функциональные заимствования из фольклора, Великанова рассмотрела образ «самодовольно-ласкового, уверенного в себе» ректора Кантора, который выполняет различные функции сказочного антагониста, «вредителя». Так, его действия в виде «начального вредительства» в отношении семьи героя инициируют сказочный сюжет. Кроме того, Кантор обманывает и преследует Ёжики, прибегает как к насилию, так и к «уговорам», занимается «выведыванием» (в терминах Проппа): здесь речь идёт о слежении за героем посредством технических средств («инфракрасных приёмников») и с помощью организованных групп хулиганов («садовых троликов»). В обязанности последних входит поиск детей со сверхспобностями. Великанова обнаружила мотивное заимствование в таких эпизодах, как потеря героем сознания из-за парализатора и его погружение в сон, когда на него действует гипноизлучатель. Исследователь полагала, что «парализатор» и «излучатель», использованные антагонистом Кантором, хотя и относятся к научной фантастике, указывают на «мотив волшебного сна героя». Ещё одним примером фольклорного заимствования является принцип утроения: как отмечала Великанова, в повести несколько раз упоминается число 333, которое нравится герою; Ёжики находит маму с третьей попытки, после двух неудач — о важности третьего раза говорит Яшка.
Великанова рассмотрела две «роли», которые выполняет мама главного героя в соответствии с классификацией Проппа, — «отправителя» и «царевны». В качестве «отправителя» мама направляет сына на Якорное поле, а затем побуждает его к действиям по телефону. Роль «царевны» выражается в том, что сын ищет маму; кроме того, исследователь отметила, что мама оказывается ровесницей сына, — Ёжики хранит стереоснимок с её изображением в десятилетнем возрасте, в образе «хитровато-весёлой» девочки-лучницы. Согласно Великановой, поскольку стрельба из лука представляет собой сказочную свадебную символику, которая отсылает к любви и браку, мама является и «невестой» Ёжики. Вместе с тем символика лука и стрел указывает на опасность, на скрытую угрозу. В качестве «царевны» мама ставит на героя «отметку», придумывая сыну прозвище Ёжики; в сказке это действие, «клеймение», приводит к «узнаванию скрывающегося героя» (согласно Проппу). Дети с Якорного поля не знают прозвища мальчика, оно называется в конце повести. Другой характеристикой сказочной «царевны» в качестве женского начала (например, Елена Прекрасная) является то, что она имеет отношение к саду. Великанова цитировала описание снов героя, в которых они с мамой играли «в индейцев и в пряталки», оказавшись «в саду с поваленной решёткой и заросшими беседками». Как полагала Великанова, после счастливого финала герои — Ёжики и его мама — «застывают», что характерно для сказки: более никаких событий в их жизни происходить не будет, они живут «долго и счастливо»; в следующей повести цикла «Крик петуха» один из героев упоминает Ёжики практически как сказочного персонажа.

#### Дом и Антидом. Инициация и граница между мирами
Великанова обратила внимание на отмеченную Ю. Лотманом фольклорную оппозицию между своим Домом и чужим Антидомом, или «лесным домом»: первый ассоциируется с культурой и безопасностью, второй же связан со смертью и загробным миром, является «дьявольским пространством». Ёжики обороняет родной дом (построенный его дедом в давние времена) после смерти мамы, поскольку там «все его и мамино!», и категорически не принимает в качестве дома Лицей, в котором, по словам Великановой, «царит неродственность», воспитанники-сироты заняты своими делами и вместе не составляют семью; Ёжики старается не надевать лицейский мундир и, готовясь к побегу, берёт старую домашнюю одежду. Как отмечала исследователь, в Лицее каждая комната имеет замок, что создаёт впечатление независимости лицеистов, но это лишь декорация — замки непрочные, за ребятами осуществляется постоянная слежка. Великанова характеризовала Лицей как Ложный дом (Псевдодом), ссылаясь на Лотмана и Е. Неёлова. Помимо Лицея, функции Антидома выполняют бункер троликов и станция «Якорное поле», представляющая собой «опасную границу между мирами». Во втором случае герой тоже переживает «временную смерть», пытаясь попасть на ставшее недоступным Якорное поле. Великанова посчитала испытание мальчика в садовом бункере троликов своеобразным обрядом посвящения. Сам «бункер», по её словам, представляет собой «мир холода и неподвижности» и указывает на «подземную, замогильную» природу обряда инициации. В ходе такого обряда герой сказки, согласно Проппу, спускается в преисподнюю. Великанова отметила, что в момент испытания у Ёжики исчезает чувство времени — происходит «временная смерть» героя, его «символическое сожжение» в загробном мире. Литературовед обратила внимание на мотив огня, который в фольклоре имеет функцию очищения, а в повести связывается с обретением новой жизни и бессмертием героев: Яшка и Ёжики стремятся «вспыхнуть», соответственно, столкнувшись с частицей пыли в космосе (Яшка хочет таким образом стать звездой) и с поездом; мама оказывается на Якорном поле после того, как взрывается двигатель аэротакси. Великанова сопоставила подземную станцию и фольклорную избушку, своеобразную преграду, которую трудно преодолеть: Пропп рассматривал избушку, стоящую перед Иваном, как находящуюся на границе, в неё нельзя попасть с другой стороны или обойти, а можно только повернуть. В этой связи Великанова отметила, что до Якорного поля можно доехать только из хвостового вагона и в определённое время.

#### Образ Дороги
Великанова проанализировала образ Дороги, соответствующий сказочному пути-дороге (в терминах Е. Неёлова). Дорога для Ёжики первоначально является «символом безысходности, замкнутым кругом»: герой является пленником Большого Кольца, которое замкнуто до тех пор, пока не появляется новая станция и не возникает возможность воссоединения с мамой. С образом Дороги, по мнению исследователя, связаны всевозможные предметы в форме шара, фигурирующие в повести: стеклянные шары, вишнёвый и бесцветный, которые герой в разное время находит на Якорном поле; шарообразные одуванчики там же; пустой шар, сделанный из сетки; Луна в виде шара; игра в шары с ребятами — такая игра может пониматься как мифологическое противостояние Космоса и Хаоса; круглая монетка с надписью-призывом. Как полагала Великанова, если в сказке герой «оттуда», из другого мира, возвращается «обратно», что указывает на кольцо, то у Ёжики дом оказывается не в том месте, откуда он отправился, а там, где находится его мама, поэтому домой можно попасть, если идти «прямым путём — только вперёд», «куда глаза глядят». Как отмечала исследователь, выбрать этот путь герою помогает Яшка, выполнящий роль чудесного помощника. Великанова сравнила Ёжики со сказочным героем, Иванушкой-дурачком, для которого характерно неприятие здравого смысла, обыденной реальности: Ёжики отрицает факт смерти мамы и то, что Якорного поля не существует. Как отмечала Великанова, мальчик, идя наперекор здравому смыслу и сохраняя веру в то, что Дорога «куда-нибудь приведёт», в конечном счёте оказывается победителем. Великанова также обратила внимание на близость «невозвращения» Ёжики к модели обряда похорон в фольклоре, когда герой навсегда покидает «свой» мир, хотя отметила, что исходя из последующих повестей цикла финал повести является счастливым (что соответствует структуре волшебной сказки).

### Морская символика и другие мотивы
Е. Великанова отметила морскую символику: хотя само море не фигурирует в повести прямо, ряд образов и отсылок косвенно на него указывает, включая и название произведения. На станции «Якорное поле» Ёжики сразу видит двухметровую модель корабля в витрине, на самом поле находятся разнообразные якоря: установленные в виде памятников, вросшие в землю и т. д. В тексте говорится об истории капитан-командора Красса, упоминаются музей «Дом Капитанов», клуб «Морские орлята», сочинение «Книга кораблей», детская игра «капитанка» и т. д. Согласно Великановой, значимый в творчестве писателя образ якоря (часть христианской символики и символики мореплавания) выражен в виде маленького якорька. Якорёк представляется практически живым, что соответствует одушевлённости ряда вещей и существ во вселенной Кристалла. Как полагала Великанова, образ якоря отсылает в том числе к родному дому, на что указывает тот факт, что Ёжики, ища маму, оказывается на Якорном поле. По мнению Великановой, в родном доме находит воплощение идея родственности всех существ, как, например, в доме, который Гусёнок, играя, строит для якорька (так как якорёк «живой», ему нужно жилище).
Филолог Л. Головина, рассматривая архетипы в цикле о Великом Кристалле, посчитала Яшку символом, который выражает мотив странничества. Яшка является кристаллом, а не человеком, но автор наделяет его чертами обычного ребёнка, что сближает его с образами детей. В эпизоде, когда Ёжики играет с детьми в шары на Якорном поле, Великанова находила свойственный фантастике Крапивина мотив «игры-в-вечное»: здесь игра имеет вневременную природу и приобретает космический масштаб. Исследователь называла такую игру «игрой-миротворчеством», что отражает мифологичность детского восприятия. По мнению Великановой, игра в шары, с одной стороны, указывает на дружбу и победу над одиночеством (Ёжики для детей является незнакомцем), а с другой стороны, содержит мистический смысл и отсылает к «тайнам мироздания»; шары манили к себе Ёжики, ему казалось, что если он победит, либо произойдёт «что-то хорошее», либо будет раскрыта тайна. Ссылаясь на Й. Хёйзингу и Ю. Лотмана, исследовавших сущность игры, литературовед писала, что для героя выигрыш связан с «крепнущей надеждой» на возвращение мамы. Великанова, рассматривая возможное влияние «Философии общего дела» Н. Фёдорова на крапивинскую концепцию Великого Кристалла, полагала, что идеи философа видны в диалоге между Кантором и Ёжики, когда ректор описывает будущую власть над «тайнами» пространства, времени и бессмертия, что будет достигнуто благодаря способностям мальчика; Ёжики не нужно бессмертие, «если нету мамы».
Писатели С. Лукьяненко и П. Вязников проанализировали повесть с точки зрения темы смерти, превращения Крапивиным страха смерти в её романтическое и радостное предчувствие («некроромантизм» писателя). Лукьяненко и Вязников рассмотрели посещение Ёжики Якорного поля и отметили ряд деталей, имеющих отношение к смерти. Так, описание серой стены с торчащими ржавыми петлями для факелов напоминает «стену плача» из повести «В ночь большого прилива»; свет, который Ёжики видит, поднимаясь в темноте по лестнице вдоль кирпичных стен, по выражению Лукьяненко и Вязникова, является «светом в конце тоннеля»; Ёжики оказывается в странном безлюдном месте, на границе между «почти днём» и «почти ночью»; внезапное желание мальчика вернуться напоминает описания Моуди; волшебная монетка с девизом про смелый переход через границу и профилем Юхана-Трубача, по мнению писателей, помогает перейти «за черту жизни» и явно отсылает к медякам Харона; луна, про которую говорит мама по телефону, является «Солнцем мёртвых».

### Связи и полемика с Миром Полудня
Созданный автором мир, по оценке Е. Великановой, близок к Миру Полудня братьев Стругацких, у которых дети тоже воспитываются профессиональными педагогами без участия родителей, а в учебных заведениях в той или иной степени осуществляется контроль за воспитанниками. У Стругацких с помощью «невидимого потока инфралучей» обеспечивается режим сна, а в повести Крапивина учащиеся являются объектом слежки, для чего используются «инфракрасные приёмники». Великанова отметила перекличку между явлениями обоих миров: «Информарий» Стругацких заменяется у Крапивина «Информаторием», «стереовизор» — «стереоэкраном», а «тетраканэтилен» — «тетраканью». Согласно Великановой, повесть содержит полемику Крапивина с идеями Высокой теории воспитания, развёрнутой соавторами в повести «Полдень, XXII век»: с точки зрения Стругацких и их героев «любвеобильные родители» ничего хорошего детям принести не могут. По оценке литературоведа, благо у Стругацких становится злом в повести Крапивина; речь не столько идёт об оценке писателем теории как таковой, сколько о разных героях: мировоззрение Крапивина исключает возможность подлинного счастья без семьи, его персонажи не воспринимают Мир Полудня как реализацию «гармонии социальной справедливости», а скорее видят в нём «мир… обмана и насилия», мир детских страданий. Как отмечала Великанова, в повести «память детства», приоритет семьи, воплощающей счастье и связанной со значимой для цикла о Великом Кристалле идеей родственности, противопоставляется рациональности «взрослого» мира Стругацких.
В романе «Звёзды — холодные игрушки» С. Лукьяненко соединяются Мир Полудня и мир повести Крапивина. По мнению Великановой, писатель неосознанно помещает явления из «Заставы…» (камеры для слежки, которых нет у Стругацких) в Мир Полудня; Лукьяненко демонстрирует согласие с Крапивиным, критикуя Стругацких, хотя в его фантастической реальности нет идеалов и духа произведений писателя-предшественника, что кардинально отдаляет этот мир от крапивинского.

### Проблематика «слезинки ребёнка»
Литературовед О. Сухих проанализировала повесть с точки зрения проблематики «слезинки ребёнка» Достоевского и образа великого инквизитора, то есть страданий ребёнка или просто невинного человека и их использования (этика утилитаризма) другими во имя блага для человечества. Страдания Ёжики служат интересам мира взрослых, поскольку считается, что дети со сверхспособностями важны для будущего, для «блага общества и науки». Как отмечала Сухих, мир лицея, где осуществляются «постоянное наблюдение и тотальный контроль», представляет собой антиутопию. Исследователь сближала мысль Крапивина о ребёнке, чья иррациональность позволяет ему сопротивляться рациональности утилитаризма, с воззрениями Достоевского, у которого ребёнок ассоциируется с естественным чувством и воплощает «образ Христов на Земле». В подтверждение Сухих цитировала слова доктора Клана о том, что «первыми поднимаются дети. Существа с незамутнённой психикой и не растерявшие бескорыстных чувств».
Сухих реконструировала логику рассуждений Кантора и обнаружила перекличку с идеями великого инквизитора. Во-первых, начальный тезис, что «мир живёт неразумно», перекликается с осуждением великим инквизитором «разрушительных инстинктов, взаимоистребления, войн»; Кантор считает, что общество «гибнет от сытости, от… „всеобщего благоденствия“», людям нужны только удовольствия, которые подчиняют себе «науки, открытия, смысл жизни», а нормальные семьи исчезают. Во-вторых, общими для Кантора и великого инквизитора являются идеи, что для улучшения мира необходимо насилие, а фундаментом нового общества станут разум и рационализм («эвклидовский» разум, по выражению Ивана Карамазова, «разум без веры и христианской морали»). Оба персонажа собираются осчастливить человечество исходя из своих представлений; Кантор уверен в разумности и универсальности идеи о Всеобщей Гармонии Мира. Сухих сопоставила носителей необыкновенных способностей в повести и «людей сильной воли» Достоевского, «наполеонов» в представлении Раскольникова; и на тех, и на других будет возложена задача воплощения в жизнь проекта разумного «нового мира»; в лицее-интернате мальчик должен, помимо прочего, научиться «управлять миром» в рациональном ключе. Исследователь обратила внимание, что в обоих случаях речь идёт о владении тайной: «знающие тайну» (Легенда о великом инквизиторе) и постигшие тайны пространства, времени и бессмертия (в повести Крапивина). Сухих отметила, что насильственное отлучение детей от родителей осуществляется не злодеями-садистами, а направлена на всеобщее благо и на достижение мировой гармонии; эту деятельность исследователь сравнила со сжиганием еретиков великим инквизитором.

## Адаптации
31 октября 2019 года в Екатеринбурге состоялась премьера одноимённого спектакля, поставленного в Камерном театре Объединённого музея писателей Урала. Режиссёром и автором инсценировки стал Д. Касимов, главный режиссёр театра, основные детские роли сыграли учащиеся Екатеринбургской детской театральной школы и Театра-студии «Коломбина». Роль Ёжики исполнил начинающий актёр Лёша Кулишов, Кантора сыграли А. Фукалов и В. Долганов
. Журналист Д. Санникова (издание «Культура Екатеринбурга») отметила неустранимые трудности постановки по циклу о Великом Кристалле (в котором каждая повесть отражает грань авторской Вселенной) ввиду невозможности представления «общей картинки» в ограниченном пространстве и времени одной постановки. «Театральная условность», по мнению Санниковой, не позволяет выразить на сцене «ощущение недосказанности», чувство бесконечности иных миров. Критик характеризовала темпо-ритм постановки как «тяжёлый, вязкий, гнетущий», чему способствует решение Касимова сохранить значительные объёмы авторского текста, и полагала, что в некоторых случаях создатели спектакля попытались «раздвинуть границы пространства» и противопоставить «холодный, неприветливый мир», в который насильственно помещён герой, другому миру, другому пространству. Первый включает белые стены, параллелепипеды, траву неестественного цвета. Ко второму относятся, например, воспоминания и сны Ёжики (для их изображения использовался видеоряд), Якорное поле, предметы которого показаны висящими в воздухе; это художественное решение, по мнению критика, указывает на «бесконечное пространство выше».
По мнению Санниковой, исполнителю главной роли «заметно некомфортно» при взаимодействии на сцене, из-за ритма спектакля и особенностей сценария; кроме редких эпизодов, юный артист не находит взаимопонимания с партнёрами-профессионалами. Эти обстоятельства оказывают давление на актёра-ребёнка и приводят к его излишнему волнению и скованности. По оценке критика, в спектакле кульминацией является эпизод беседы с Кантором, когда мальчик требует вернуть свою маму, и в дальнейшем «накал эмоций» снижается, что не соответствует оригиналу.
На 2019 год режиссёром Е. Бедаревым был подготовлен сценарий полнометражного художественного фильма по мотивам повести. В 2020 году Бедарев утверждал, что у него есть права на экранизацию и что он находится в поиске продюсеров.

## Издания

### Журнальные публикации
- Крапивин В. Застава на Якорном поле // Пионер. — М. : Правда, 1989. — № 10. — С. 6—17. — Начало. Рис. Е. Медведева. — 1 770 000 экз.
- Крапивин В. Застава на Якорном поле // Пионер. — М. : Правда, 1989. — № 12. — С. 14—26. — Продолжение. Рис. Е. Медведева. — 1 770 000 экз.
- Крапивин В. Застава на Якорном поле // Пионер. — М. : Правда, 1990. — № 1. — С. 9—28. — Продолжение. Рис. Е. Медведева. — 1 820 000 экз.
- Крапивин В. Застава на Якорном поле // Пионер. — М. : Правда, 1990. — № 2. — С. 7—18. — Окончание. Рис. Е. Медведева. — 1 820 000 экз.

### Книжные издания
- Крапивин В. Застава на Якорном поле // Застава на Якорном поле. — Екатеринбург : Средне-Уральское кн. изд-во, 1992. — С. 345—471. — Илл. Е. Стерлиговой. — 200 000 экз. — ISBN 5-7528-0464-1.
- Крапивин В. Застава на Якорном поле // Выстрел с монитора. — Н. Новгород : Нижкнига, 1994. — С. 373—504. — (Владислав Крапивин). — Илл. Е. Стерлиговой. — 50 000 экз. — ISBN 5-86067-019-2.
- Крапивин В. Застава на Якорном поле // Крик петуха. — М. : Центрполиграф, 1998. — С. 217—488. — (Классическая библиотека сказочных приключений). — Худ. С. Яковлев. — 10 000 экз. — ISBN 5-218-00686-6.
- Крапивин В. Застава на Якорном поле // Собрание сочинений. Книга 8. Застава на Якорном поле. — М. : Центрполиграф, 2000. — С. 5—212. — (Владислав Крапивин. Собрание сочинение в 30 томах). — Илл. Е. Стерлиговой. — 10 000 экз. — ISBN 5-227-00654-7.
- Крапивин В. Застава на Якорном поле. — М. : Центрполиграф, 2002. — 192 с. — (Владислав Крапивин). — Илл. Е. Стерлиговой. — 10 000 экз. — ISBN 5-227-01742-5.
- Крапивин В. Застава на Якорном поле // В глубине Великого Кристалла. Том 1. — М. : Эксмо, 2005. — С. 341—472. — (Шедевры отечественной фантастики). — Илл. на обл. В. Савватеева, внутр. илл. В. Терминатова. — 6000 экз. — ISBN 5-699-08609-9.
- Крапивин В. Застава на Якорном поле // В ночь большого прилива. — М. : Эксмо, 2005. — С. 477—601. — (Владислав Крапивин). — Илл. на обл. В. Терминатова. — 5000 экз. — ISBN 5-699-11356-8.
- Крапивин В. Застава на Якорном поле // В глубине Великого Кристалла. — М. : Эксмо, 2009. — С. 237—328. — (Гиганты фантастики / Гиганты фэнтези). — Авторский сборник. Омнибус. Илл. на обл. С. Мартинье.. — 4000 экз. — ISBN 978-5-699-35106-0.
- Крапивин В. Застава на Якорном поле. — М. : Издательский Дом Мещерякова, 2014. — 160 с. — (БИСС. Крапивин). — Илл. Е. Стерлиговой. — 7000 экз. — ISBN 978-5-91045-668-0.
- Крапивин В. Застава на Якорном поле. — М. : Издательский Дом Мещерякова, 2017. — 160 с. — (Избранное. Книги Крапивина Владислава Петровича). — Илл. Е. Стерлиговой. — 5000 экз. — ISBN 978-5-00108-175-3.
- Крапивин В. Застава на Якорном поле // В глубине Великого Кристалла. Легенда о Хранителе. — М. : Эксмо, 2019. — С. 415—573. — (Фантастика В. Крапивина). — Авторский сборник. Омнибус. Илл. В. Коробейникова. — 2000 экз. — ISBN 978-5-04-101850-4.
- Крапивин В. Застава на Якорном поле // В глубине Великого Кристалла. — М., СПб. : Азбука, Азбука-Аттикус, 2019. — С. 309—428. — (Мир фантастики). — Илл. Е. Стерлиговой. — 4000 экз. — ISBN 978-5-389-15658-6.
- Крапивин В. Застава на Якорном поле. — М. : Лабиринт Пресс, 2022. — 160 с. — (Иллюстрированная библиотека фантастики и приключений). — Илл. Е. Медведева. — 5000 экз. — ISBN 978-5-9287-3343-8.
- Крапивин В. Застава на Якорном поле // В глубине Великого Кристалла. — СПб. : Азбука, Азбука-Аттикус, 2022. — С. 309—428. — (Фантастика и фэнтези. Большие книги). — Илл. Е. Стерлиговой. — 4000 экз. — ISBN 978-5-389-21849-9.

### На французском языке
- Krapivine V. Le Poste sur le Champ des Ancres :  [фр.]. — Delahaye, 2005. — 215 p. — (Cycle du Grand Cristal, Tome 1). — Traduit du russe par François Doillon et Tatiana Palma avec la participation de Julien Tissen; illustrations de E. Sterligova. — ISBN 978-2-350-47029-0, 2-35047-029-6.

## Комментарии
1. ↑  Аналог интернета[15].
2. ↑  Противопоставление плохого «мира взрослых», «хитрого и своекорыстного», хорошему «младшему миру», который намного «честнее, порядочнее, самоотверженнее».
3. ↑  «Мир феодально-космических фантазий, магических кристаллов, заржавленных цепей и якорей, полуразрушенных замков».
4. ↑  Согласно Борисову, либо фантастическую, либо иносказательную; хотя, по мнению критика, в рамках цикла автор устраняет «мнимое двоемирие» и предлагает скорее «паритет реальностей»[36].
5. ↑  Этот процесс, по её мнению, определялся как авторской эволюцией, так и читательским запросом на жанр фэнтези[44].
6. ↑  «Не останавливайся на Дороге, шагай через Границу свободно!»[59][60].
7. ↑  «Послушай, малыш… такой станции нет»[62][63].
8. ↑  Юкки-Гусёнок является сквозным персонажем повестей о Великом Кристалле — это вечный ребёнок, который, по словам Великановой, символизирует бесконечную Дорогу; Юкки странствует по различным пространствам и временам[67].
9. ↑  Яшка фигурирует также в повести «Белый шарик матроса Вильсона».